# Соня Смит
Соня Елеонора Смит Джакет (на испански: Sonya Eleonora Smith Jacquet) или Соня Смит (на испански: Sonya Smith) е известна венецуелска актриса и модел.о<

## Биография
Соня е родена на 23 април 1972 г. във Филаделфия, САЩ, но е израснала във Венецуела. Дъщеря е на известната венецуелска актриса Илана Джакет. Баща ѝ е американец, а майка ѝ венецуелка.

## Кариера
Още от малка, майка ѝ я води на снимките и представленията си и така когато е само на 13 години е забелязана случайно от важни хора в шоубизнеса. За първата си роля е трябвало да влезе в образа на осемнадесет годишно момиче, въпреки че е току-що навлязла в пубертета и се справя много добре. Първата главна роля е в теленовелата „Изцапано личице“ през 1992 г. Следват роли в „Росанхелика“, „Мария Селесте“, „Гуанхира“, „Съдбата на жените“. Изиграва централна роля в теленовелата по сценарий на Делия Фиайо - „Милагрос“. Взима уроци по фламенко, джаз и спортни танци. Снима се в реклами и учи психология в университет в Калифорния. През 2005 г. дебютира в Холивуд с ролята на Анхела Ла Сайе във филма „Cyxork 7“. Участва още в теленовелата „Винаги ще те помня“, където изпълнява главната роля. През 2007 година участва във втора холивудска продукция - „Ladron que roba a Ladron“ където си партнира с Фернандо Колунга, Габриел Сото, Мигел Варони, Саул Лисасо, Ивон Монтеро и др. През 2007 г. идва и първата ѝ отрицателна роля в „Чужди грехове“. След нея изпълнява отново една от главните роли в „Заложница на съдбата“, където играе майка на Алехандра Ласкано и Мариана Торес. Следват роли в теленовели като „Обикни ме отново“, където за втори път играе майката на Мариана Торес, „Къде е Елиса ?“, „Аурора“ и „Смело сърце“. Последната ѝ роля е в една от новите продукции на Телемундо - Мъж под наем. Там отново изпълнява главната роля и си партнира с Марица Родригес и Хуан Солер.

## Личен живот
По време на снимките на „Милагрос“ през 1999 г. се запознава с първия си съпруг – Пол Мартин. След време се разделят. През 2006 г. отново на снимачната площадка, този път обаче тази на теленовелата „Винаги ще те помня“, се запознава с Габриел Порас. Женени са от 21 февруари 2008 г. и през 2013 г. се развеждат, като остават в приятелски отношения.

## Филмография

### Теленовели
- Кадифе: Новата империя (Velvet: El nuevo imperio) (2025) – Пилар Маркес
- Ако ни оставят (Si nos dejan) (2021) – Себе си
- Земя на честта (Tierra de reyes) (2014) – Кайетана дел Хунко
- Мъж под наем (Marido en alquiler) (2013) – Гриселда Караско
- Смело сърце (Corazon valiente) (2012) – Исабел де Аройо
- Аурора (Aurora) (2010/11) – Анхела Аменабар
- Къде е Елиса ? (Donde esta Elisa?) (2010) – Дана Корея Алтамира
- Обикни ме отново (Vuelveme a querer) (2009) – Лилиана Акоста
- Заложница на съдбата (Acorralada) (2007) – Федора Гарсес (Чайката)
- Чужди грехове (Pecados ajenos) (2007) – Елена Торес-(Злодейка-първа отрицателна роля)
- Винаги ще те помня (Olividarte jamas) (2006) – Луиса/Виктория Маркес
- Съдбовни решения (Decisiones) (2005/08)
- Сгрешена самоличност (Mariu) (1999/2000) – Корая Лосада де Галвес
- Милагрос (Milagros) (1999) – Милагрос Варгас
- Женска съдба (Destino de mujer) (1997) – Мариана Оропеса
- Гуахира (Guajira) (1996) – Соня Арбелаес
- Мария Селесте (María Celeste) (1994) – Мария Селесте Паниагуа
- Росанхелика (Rosangelica) (1993) – Росанхелика Гонсалес Ернандес/Елиса Монтеро
- Изцапано личице (Cara sucia) (1992) – Естрелита Монтенегро
- Un sueño en el abismo (1991)
- Презрението (El desprecio) (1991)
- (Gardenia) (1990)
- Кристал (Cristal) (1986) – Маги
- Pacto de sangre (1985)

### Филми
- Cyxork 7 (2005) – Анхела Ла Сайе
- Ladron que roba a Ladron (2007)